# Hubert Huras
Hubert Huras – polski ginekolog, prof. dr hab. nauk medycznych i nauk o zdrowiu, Kierownik Kliniki Połoznictwa i Perinatologii Collegium Medicum Uniwersytetu Jagiellońskiego.

## Życiorys
W 2006 r. obronił pracę doktorską pt. Przydatność stosowanej tokolizy w zależności od zaawansowania porodu przedwczesnego, której promotorem był prof. Alfred Reroń, w 2012 r. otrzymał stopień doktora habilitowanego. W 2020 r. uzyskał tytuł profesora nauk medycznych i nauk o zdrowiu. Od 1.10.2012 roku kierownik Kliniki Położnictwa i Perinatologii Collegium Medicum Uniwersytetu Jagiellońskiego. Autor 224 publikacji naukowych z zakresu położnictwa i perinatologii. Promotor 10 zakończonych przewodów doktorskich. Promotor 78 prac magisterskich. Od 10 lat małopolski konsultant ds. położnictwa i ginekologii. 